# Anton Burghardt
Anton „Toni“ Burghardt (* 9. Juni 1942 in Vértesboglár; † 13. September 2022) war ein ungarisch-deutscher Fußballspieler und -trainer.

## Spielerkarriere
Burghardts Karriere begann beim VfL Leverkusen im Amateurfußball des Verbandes Mittelrhein. Zur letzten Runde des alten erstklassigen Oberligen-Systems, 1962/63, bekam der Mittelläufer aus der Fußball-Oberliga Südwest, vom 1. FSV Mainz 05, ein Angebot als Vertragsfußballer. Am ersten Spieltag, den 19. August 1962, debütierte der Neuzugang aus dem Amateurbereich beim Auswärtsspiel der Mainzer bei Wormatia Worms in der Fußball-Oberliga. Vor Torhüter Horst-Dieter Strich dirigierte er als Mittelläufer die Gästeabwehr. Am Rundenende hatte er 15 Oberligaeinsätze absolviert. Nach Gründung der Fußball-Bundesliga zur Runde 1963/64, für die man sich nicht qualifizieren konnte, folgte ein Jahr in der Regionalliga Südwest. Bei den Mainzern war er spätestens in seiner zweiten Saison Stammspieler, er kam 1963/64 auf 33 Ligaspiele und erzielte vier Tore. Der 1. FC Pforzheim (Regionalliga Süd) war von 1964 bis 1966 seine nächste Station. Auch im Brötzinger Tal vertraute der dortige Trainer Árpád Medve auf die Defensivkünste von Burghardt. Ging es in der ersten Runde deutlich um den Klassenerhalt (13. Rang), so arbeitete er sich mit seinen Mannschaftskollegen Siegfried Agurew, Friedemann Paulick und Dieter Rosanowski 1966 auf den siebten Abschlussrang vor. Von 1966 bis 1968 spielte der Libero beim 1. FC Saarbrücken und damit wieder in der Regionalliga Südwest. 1967 schaffte er es mit dem FCS in die Aufstiegsrunde zur Bundesliga, der Aufstieg gelang allerdings nach zwei Siegen, vier Unentschieden und zwei Niederlagen nicht. Burghardt bestritt alle acht Aufstiegsspiele.
1968 wechselte er zum Bundesligisten MSV Duisburg. Dort war er zwei Jahre lang unter Trainer Robert Gebhardt an der Seite der Mitspieler Michael Bella, Detlef Pirsig, Hartmut Heidemann und Horst Gecks Stammspieler. 1970/71 wurde er unter dem neuen MSV-Trainer Rudi Faßnacht nur in zwei Spielen eingesetzt. Anschließend ging er zu Eintracht Bad Kreuznach, das gerade in die Amateurliga Südwest aufgestiegen war. Dort wurde der Neuling, nun mit Burghardt als Spieler, auf Anhieb Meister. Im Folgejahr gelang die Meisterschaft erneut und Bad Kreuznach stieg diesmal in die Regionalliga Südwest auf. 1973/74 bestritt Burghardt drei Regionalligaspiele und verließ danach den Verein.

### Statistik
| Liga (SKE)        | Spiele (Tore) |
| ----------------- | ------------- |
| Bundesliga (I)    | 060 (0)       |
| Oberliga (I)      | 015 (0)       |
| Regionalliga (II) | 159 (6)       |
| Wettbewerb        |               |
| DFB-Pokal         | 001 (0)       |

## Trainerkarriere
Im Jahre 1974 schloss er erfolgreich die Ausbildung zum Fußball-Lehrer in Köln ab. Seine erste Trainerstation hatte er beim Amateurligisten 1. FC Pforzheim, 1976 wechselte er nach Südbaden zum FC Rastatt 04.
Ab dem 22. Dezember 1977 übernahm Burghardt das Traineramt beim abstiegsgefährdeten Zweitligisten (Staffel Nord) Rot-Weiß Lüdenscheid von Klaus Hilpert. Unter seiner Regie verließ das Team die Abstiegsränge und schloss die Saison auf dem 13. Tabellenplatz ab. Nach Saisonende löste ihn Herbert Burdenski ab. Burghardt wurde zur neuen Saison 1978/79 Trainer von Hannover 96, ebenfalls 2. Liga Nord. Das Engagement war nach einer Saison wieder beendet. Hannover beendete die Spielzeit auf dem 15. Tabellenplatz, in der Vorsaison war der 1976 aus der Bundesliga abgestiegene Verein noch Fünfter geworden.
1979/80 trainierte er den DSC Wanne-Eickel, 1980/81 Tennis Borussia Berlin und Rot-Weiß Oberhausen (alle ebenfalls 2. Liga Nord).
Ab 1981 war er noch Coach einiger Amateurvereine, darunter sein Ex-Klub als Spieler 1. FC Pforzheim, Viktoria Goch (1983 bis 1986), die Sportfreunde Siegen (1989 bis 1991 und 1992 bis 1993) und die SpVgg Erkenschwick (1991 bis 1992).